# Фриц Клајн
Фриц Клајн (Фекетехалом, 24. новембар 1888 — Хамелн, 13. децембар 1945) је био немачки лекар обешен због улоге у злочинима у концентрационом логору Берген-Белсен током Холокауста.
Клајн је рођен у Фекетехалому, Аустроугарска (данас Кодлеа у централној Румунији). Студирао је медицину и завршио војну службу у Румунији, завршивши студије у Будимпешти након Првог светског рата. Живео је и радио као лекар у Зибенбиргену (Трансилванија), и врло рано постао члан Нацистичке партије. У мају 1943. године је ступио у Вафен-СС и распоређен је у Југославији.
Дана 15. децембра 1943. године стигао је у концентрациони логор Аушвиц, где је прво радио као логорски лекар у женском логору у Биркенауу. Након тога је радио као логорски лекар у ромском затвору. Такође је учествовао у бројним селекцијама на улазу у логор. У децембру 1944. године је пребачен у концентрациони логор Нојенгаме, одакле је послат у концентрациони логор Берген-Белсен јануара 1945. године.
Када је упитан како је помирио своја дела са својим етичким лекарским обавезама, изговорио је чувену реченицу: 

Моја Хипократова заклетва ми налаже да одсечем гангренозно слепо црево из људског тела. Јевреји су гангренозно слепо црево човечанства. Зато их одсецам.

Био је окривљен током суђења за Белсен, проглашен је кривим и обешен.